# Новак, Конрад
Конрад Новак (пол. Konrad Nowak; 17 марта 1985, Люблин, Польша) — польский футболист, нападающий клуба «Мотор» (Люблин).

## Биография
Новак начинал свою футбольную карьеру в клубе «Венява» (Люблин). В 2003 году он перешёл в «Гурник» (Ленчна). Его дебют в чемпионате Польши состоялся 30 октября 2003 года в матче против краковской «Вислы». Затем он представлял клуб «Мотор», а в 2006 году подписал контракт с клубом «Ягеллония». Позже играл за клубы: «Авиа» (Свидник), «Сталь» (Красник) и «Висла» (Пулавы).
3 июля 2017 года перешёл в «Мотор» из Люблина.